# Vacansoleil-DCM

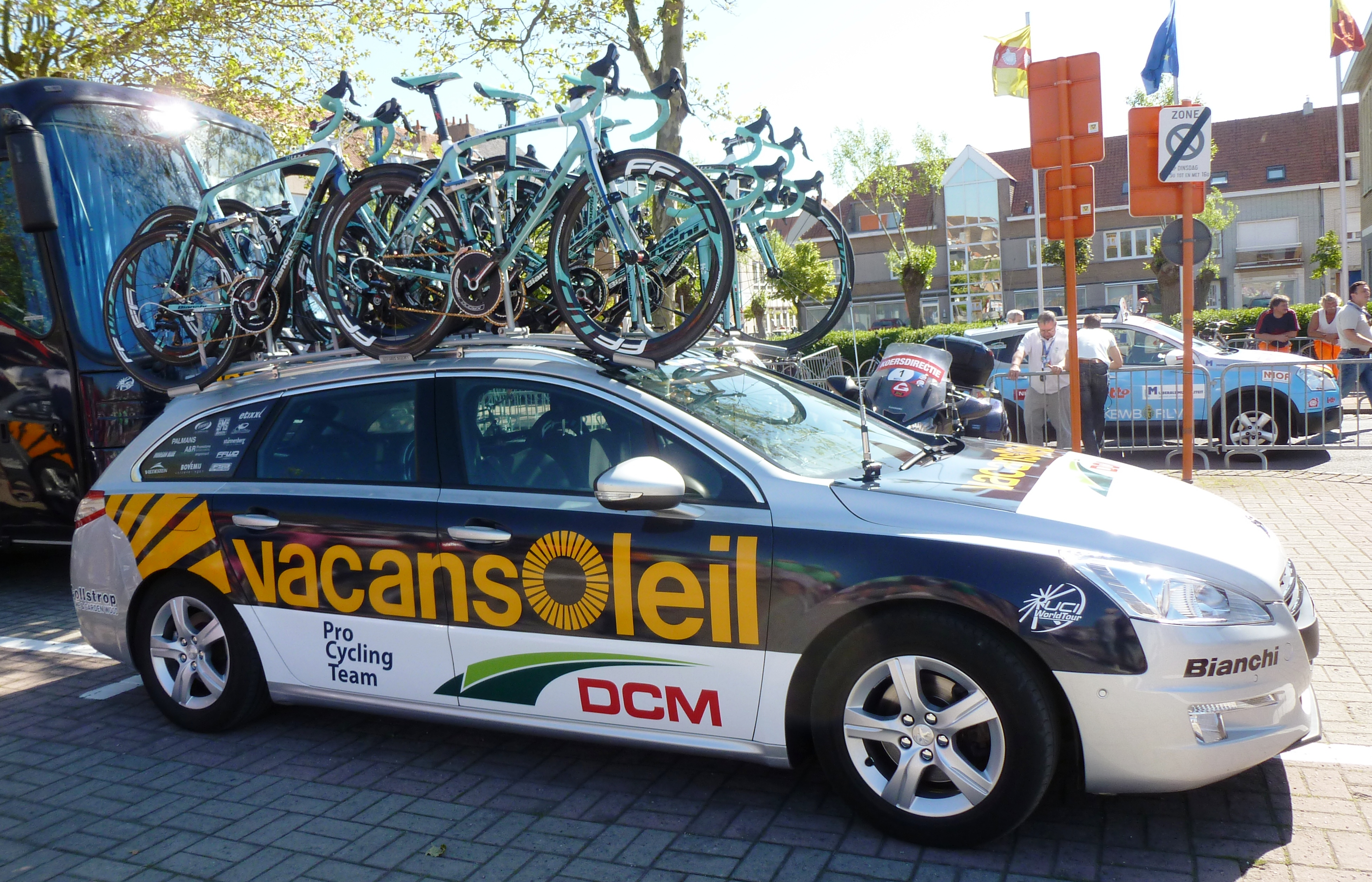
Automóvel de apoio da equipe

A Vacansoleil-DCM (Código da equipe na UCI: VCD) foi uma equipe de ciclismo profissional, de origem holandesa, que competia em torneios de ciclismo de estrada da UCI World Tour. Foi fundada em 2008.